# قویطول (کلیبر)
قویطول یکی از روستاهای استان آذربایجان شرقی است که در دهستان آبش‌احمد بخش آبش‌احمد شهرستان کلیبر واقع شده‌است.